# Jean Biès
Jean Biès, né le 28 août 1933 à Caudéran et mort le 11 janvier 2014 à Paris 16e, est un essayiste et poète français de la mouvance traditionaliste. Ses travaux portent sur la jonction des sagesses orientales et occidentales.

## Biographie
Jean Biès, né à Caudéran en 1933, a passé une grande partie de son enfance et de son adolescence à Alger. Il a fait des études classiques à l'Université d'Alger puis à la Sorbonne. Après sa thèse de doctorat ès lettres (1965) intitulée Littérature française et pensée hindoue , qui reçut le Prix d'Asie de l'Académie des sciences d'outre-mer, il obtient un doctorat d'État en 1972 et commence une carrière d'enseignant ; parmi ses étudiants : François Bayrou.
En découvrant les écrits de René Guénon à l'âge de 18 ans, Biès s'ouvre à la pensée traditionnelle et à l'existence d'enseignements initiatiques, à propos desquels il publiera plusieurs articles et études. Cette rencontre a grandement influencé ses croyances et ses écrits. Il a connu plusieurs membres éminents de l'école pérennialiste, dont Frithjof Schuon. 
Hormis sa poésie, ses ouvrages sont des essais théoriques, des récits d'expériences vécues et des témoignages. Sa démarche se situe « au carrefour de la recherche littéraire et de la métaphysique ». Il fit partie du comité de rédaction de la revue Connaissance des religions.
Après la perte de son épouse, l'analyste jungienne Rolande Biès en janvier 2012, Jean Biès se suicide en janvier 2014 ,.

## Décorations
- Chevalier de l'Ordre national du Mérite
- Chevalier de la Légion d'Honneur par décret du 31 décembre 1996 [8].

## Œuvres
- Mont Athos, Paris, Albin Michel, 1963. (Itinéraires)
- Les Églises des monts, Le Jas-du-Revest-Saint-Martin, R. Morel, 1967. (Itinéraires)
- Empédocle d'Agrigente. Essai sur la philosophie présocratique, Paris, Éditions traditionnelles, 1969.(Essais) [9]
- Connaissance de l'amour, Paris, Éditions Points et Contrepoints, 1970. (Poésie) Grand prix de Poésie de la Société des Poètes français.
- René Daumal, Pierre Seghers, 1967/1973. (Essais)
- Littérature française et Pensée hindoue : des origines à 1950, C. Klincksieck, 1973. Prix littéraire de l'Asie 1975. (Essais)
- Extases buissonnières, La Revue moderne, 1975. (Poésie)
- Premières saveurs, La Revue moderne, 1978. (Poésie)
- Les pourpres de l'esprit, La Revue moderne, 1979. (Poésie)
- L'Inde ici et maintenant, Devry-livres, 1979. (Itinéraires)
- Dialogues avec des Chercheurs de vérité, Retz, 1979. (Essais)
- Athos - Voyage à la Sainte Montagne, Devry-livres, 1980. (Itinéraires)
- Passeport pour des temps nouveaux, Dervy-livres, 1982. (Essais)
- Les chansons du vêtu de vent, Saint-Germain-des-Prés, 1983. (Poésie)
- Retour à l'Essentiel, Devry-livres, 1986. (Essais)
- Art, Gnose et Alchimie, Le Courrier du Livre, 1987.(Essais)
- Trois tragédies de jeunesse, Raymond Crès, 1989. (Poésie)
- L'initiatrice, Éditions Jacqueline Renard, 1990. (Autobiographie)
- La porte de l'appartement des femmes, Éditions Jacqueline Renard, 1991.
- Voies de sages, douze maîtres spirituels témoignent de leur vérité, Paris, 1996[10].
- Les grands initiés du XXe siècle. Trente voies pratiques de réalisation, Paris, le Grand livre du mois, 1998.
- Les alchimistes, Paris, Kiron, P. Lebaud, 2000.
- Retour à l'essentiel. Quelle spiritualité pour l'homme d'aujourd'hui ?, L'Âge d'Homme, « Delphica », 2004. (Essais)[11]
- Le Livre des jours : journal spirituel 1950-2007,  Hozhoni, 2014, parution posthume [12].
- Le deuil blanc : journal d'un accompagnant / au delà d’Alzheimer et de l’amour,  Hozhoni, 2015, parution posthume  (ISBN 978-2372410168).